# FEET
FEET – śląski zespół folkowy, założony przez Piotra Fesztera pochodzącego z Radzionkowa i Jana Etgensa pochodzącego z Chorzowa. Nazwa grupy jest akronimem powstałym w wyniku złożenia dwóch pierwszych liter nazwisk założycieli. FEET wykonuje muzykę typową dla kultury górnośląskiej, teksty utworów śpiewane są po śląsku. Zespół intensywnie koncertował, głównie na górnośląskich imprezach kulturalnych, m.in. na imprezach organizowanych przez Radio Piekary, a także w Niemczech. Ma w dorobku trzy płyty. Najbardziej znanym przebojem grupy FEET jest piosenka „Wodzionka”, która doczekała się ponad 2 mln 609 tys. odsłon w serwisie Youtube (stan na 09.02.2022). Grupa została rozwiązana w lipcu 2008, powód nie jest znany, przypuszczalnie był nim konflikt pomiędzy członkami.

## Dyskografia
- Po naszymu, ale trocha inaczy
- Pykomy se dali...
- Dla każdego coś śląskiego